# Nossa Senhora de Fátima (Aveiro)
Nossa Senhora de Fátima is een plaats (freguesia) in de Portugese gemeente Aveiro en telt 1 870 inwoners (2001).